# IC 3229
IC 3229 је спирална галаксија у сазвјежђу Дјевица која се налази на листи објеката дубоког неба у Индекс каталогу.
Деклинација објекта је + 6° 40' 48" а ректасцензија 12h 22m 52,8s. Привидна величина (магнитуда) објекта IC 3229 износи 14,4 а фотографска магнитуда 15,2. IC 3229 је још познат и под ознакама UGC 7448, MCG 1-32-30, CGCG 42-61, VCC 593, PGC 40147.